# Valery Morozov
Pour les articles homonymes, voir Morozov.
Pas d'image ? Cliquez ici

a Compétitions nationales et continentales officielles uniquement.

b Matchs officiels uniquement.
Dernière mise à jour le 04/08/2021.
Valeri Morozov (en russe : Валерий Морозов), né le 21 septembre 1994, est un joueur russe de rugby à XV qui évolue au poste de pilier. 

## Biographie
Valeri Morozov commence le sport à 7 ans par le volley-ball. A 14 ans, il décide de changer de sport et découvre le rugby, au sein du RK Zelenograd. En 2015, il rejoint le Ienisseï Krasnoïarsk, l'un des principaux clubs russes. Pendant son passage au club, il remportera notamment trois titres de champion de Russie. En 2018, sur les conseils de Vadim Cobilas et Andrei Ostrikov, il est recruté par les Sale Sharks qui évoluent en Premiership. En 2019, il est sélectionné avec la Russie pour participer à la coupe du monde, compétition où il jouera 4 matchs, dont 3 en tant que titulaire. 
En 2020, il est suspendu trois semaines à la suite d'un coup d'épaule donné à Lopeti Timani lors d'un match de Champions Cup.
A l'intersaison 2021, après trois saisons en Angleterre, il décide de rentrer au pays. Il rejoint l'ambitieux CSKA Moscou. Il n'y reste que quelques mois, retournant en Angleterre dès le mois de Décembre. Il signe alors à Bath, comme joker médical de Beno Obano. En 2022, il est recruté par les Worcester Warriors, entraîné par Steve Diamond qui officiait auparavant à Sale. Mais le club fait faillite quelques mois plus tard. Morozov est alors prêté à Bath pour la fin de saison.

## Palmarès
- Championnat de Russie de rugby à XV 2016
- Coupe des Nations de Hong Kong 2016 (en)
- Bouclier continental de rugby à XV 2016-2017
- Championnat de Russie de rugby à XV 2017
- Coupe des Nations de Hong Kong 2017 (en)
- Bouclier continental de rugby à XV 2017-2018
- Championnat de Russie de rugby à XV 2018

## Statistiques

### En sélection
| Année | Compétition                               | Matchs | Points | Essais | Transf. | Drops | Pénal. |
| ----- | ----------------------------------------- | ------ | ------ | ------ | ------- | ----- | ------ |
| 2016  | Coupe des Nations de Hong Kong 2016 (en)  | 3      | -      | -      | -       | -     | -      |
| 2017  | REC 2017                                  | 2      | 5      | 1      | -       | -     | -      |
| 2017  | Coupe des nations de rugby à XV 2017 (en) | 3      | -      | -      | -       | -     | -      |
| 2017  | Coupe des Nations de Hong Kong 2017 (en)  | 3      | -      | -      | -       | -     | -      |
| 2018  | REC 2018                                  | 1      | -      | -      | -       | -     | -      |
| 2018  | Test                                      | 4      | -      | -      | -       | -     | -      |
| 2019  | REC 2019                                  | 2      | -      | -      | -       | -     | -      |
| 2019  | Test                                      | 1      | -      | -      | -       | -     | -      |
| 2019  | Coupe du monde 2019                       | 4      | -      | -      | -       | -     | -      |
| 2020  | REC 2020                                  | 3      | -      | -      | -       | -     | -      |
| 2021  | REC 2021                                  | 5      | 5      | 1      | -       | -     | -      |
| 2021  | Test                                      | 2      | -      | -      | -       | -     | -      |
| Total | Total                                     | 33     | 10     | 2      | -       | -     | -      |

| Essai | Adversaire | Lieu                                 | Compétition | Date            | Résultat | Score |
| ----- | ---------- | ------------------------------------ | ----------- | --------------- | -------- | ----- |
| 1     | Roumanie   | Stade central de Sotchi (en), Sotchi | REC 2017    | 4 mars 2017     | Défaite  | 10-30 |
| 2     | Pays-Bas   | NRCA Stadium, Amsterdam              | REC 2022    | 6 novembre 2021 | Victoire | 35-8  |